# Мельник Василь Романович
Васи́ль Рома́нович Ме́льник (18 грудня 1986, с. Полонична — 8 липня 2016, с. Луганське) — український військовик, солдат Збройних сил України, учасник російсько-української війни.

## Життєпис
Народився 1986 року в селі Полонична (нині Червоноградський район, Львівська область).
У часі війни — солдат 54-ї окремої механізованої бригади; на фронті був майже 2 роки.
Вранці 8 липня 2016 року загинув о 8:20 поблизу Луганського (Бахмутський район) — зранку противник почав обстріл передових позицій ЗСУ з БМП-1, Василь у цей час займався з телефонним кабелем та затримався на відкритій ділянці, куля снайпера потрапила у сонну артерію.
Без Василя залишилися батьки, дві сестри та племінники.
Похований в селі Полонична.

## Нагороди та вшанування
- указом Президента України № 522/2016 від 25 листопада 2016 року «за особисту мужність і високий професіоналізм, виявлені у захисті державного суверенітету та територіальної цілісності України, вірність військовій присязі» — нагороджений орденом «За мужність» III ступеня (посмертно)[1]